# Родники (Увинский район)
Родники (Парсьгурт) — деревня в Увинском районе Удмуртии, входит в Булайское сельское поселение.

## География
Находится в 39 км к югу от посёлка Ува и в 56 км к юго-западу от Ижевска.

## История
В 1964 г. Указом Президиума ВС РСФСР деревня Парсьгурт переименована в Родники.

## Население
| 2010 | 2012 |
| ---- | ---- |
| 154  | ↘151 |